# Astonishing Panorama of the Endtimes
Astonishing Panorama of the Endtimes è una canzone dei Marilyn Manson, unico singolo estratto dalla colonna sonora di Celebrity Deathmatch, The Celebrity Deathmatch Soundtrack. Ottenne una nomination come Miglior Performance Metal ai Grammy del 2001, ma fu battuta da Elite dei Deftones.

## La canzone
Manson, che partecipò al programma Celebrity Deathmatch, fu incaricato da MTV di scrivere una canzone per lo show. Manson compose così una canzone sull'ossessione delle persone per la violenza e sull'influenza che la tv ha su di loro, argomenti che avevano a che fare con il programma.
Verso la fine della canzone, vengono ripetuti i versi "this is what you should fear, you are what you should fear" ("ecco ciò che devi temere, devi temere te stesso"), che riprendono il brano Kinderfeld contenuto nell'album Antichrist Superstar.
La canzone ha alcune somiglianze, sia nelle parti vocali, sia negli assoli di chitarra, con la canzone Burning Inside dei Ministry, uscita dieci anni prima. Manson considera Astonishing Panorama of the Endtimes un omaggio a questa band, di cui fu fan.

## Il video
Il video per la canzone fu diretto da Eric Fogel e vede Marilyn Manson in versione Celebrity Deathmatch, che si esibisce nell'arena. La prima parte del videoclip è stata utilizzata nell'episodio Fandemonium II prima dell'incontro tra Marilyn Manson e Ricky Martin.

## Tracce
1. Astonishing Panorama of the Endtimes (Clean Edit) – 3:28
2. Astonishing Panorama of the Endtimes (Original Version) – 3:59